# 去皮豌豆
去皮豌豆（英語：split pea）是去了种皮的干豌豆瓣。有黄色的去皮豌豆，亦有绿色的。去皮豌豆常用于制作西式豌豆汤和豌豆糊，亦可用于制作豌豆黄和豌豆绿。
1. ↑  . extension.illinois.edu. 2019-09-27  [2024-09-04]. （原始内容存档于2025-01-22） （英语）.
2. ↑  . Livestrong.com.   [2024-09-04] （英语）.